# 王珍 (1942年)
王珍（1942年3月27日—），天津市蓟县马伸桥镇人，中华人民共和国政治人物、外交官。

## 生平
早年毕业于马伸桥小学和蓟县第一中学。1961年，考入北京外国语学院（今北京外国语大学）西班牙语系。毕业后进入中华人民共和国外交部。1999年，接替汤铭新，担任中华人民共和国驻乌拉圭大使。2000年，担任中华人民共和国驻委内瑞拉大使。2003年12月，任中国人民外交学会副会长。2008年7月，退休后担任中国国际问题研究基金会拉美研究中心主任，基金会副理事长兼秘书长。